# Campionatul European de Handbal Feminin din 2012 - Calificările
Această pagină descrie procesul de calificare pentru Campionatul European de Handbal Feminin din 2012.

## Sistemul de calificare

### Distribuție
Tragerea la sorți pentru rundele de calificare s-a ținut pe 27 aprilie 2011, la sediul EHF din Viena. Echipa gazdă, Olanda, a fost calificată direct. Restul de 30 de echipe au fost împărțite în mai multe urne, conform „Clasamentului EHF al echipelor naționale feminine”, și au fost extrase astfel încât fiecare grupă de calificare să conțină câte o echipă din fiecare urnă. Cele mai slab cotate patru echipe au participat la un turneu de precalificări pentru a se decide ultimele două locuri.

### Datele jocurilor
- Precalificări: iunie 2011
- Rundele 1 și 2: 19–23 octombrie 2011
- Rundele 3 și 4: 21–25 martie 2012
- Rundele 5 și 6: 30 mai – 3 iunie 2012

## Precalificări
| Echipa 1 | Agg.  | Echipa a 2-a   | Tur   | Retur |
| -------- | ----- | -------------- | ----- | ----- |
| Israel   | 52–53 | Grecia         | 25–30 | 27–23 |
| Finlanda | 42–58 | Marea Britanie | 22–31 | 20–27 |

### Etapa 1
| 3 iunie 2011 16:30 | Israel    | 25 – 30 | Grecia     | Sala Municipală „Ionikos”, Atena Asistență: 200 Arbitri: Aghakishi, Aghakishi |
| 3 iunie 2011 16:30 | Vikrat 12 | (12–11) | Strataki 8 | Sala Municipală „Ionikos”, Atena Asistență: 200 Arbitri: Aghakishi, Aghakishi |
| 3 iunie 2011 16:30 | 6× 3× 1×  | Raport  | 4× 3× 1×   | Sala Municipală „Ionikos”, Atena Asistență: 200 Arbitri: Aghakishi, Aghakishi |

| 3 iunie 2011 19:30 | Finlanda | 22 – 31 | Marea Britanie | Crystal Palace Sports Centre, Londra Asistență: 200 Arbitri: Baranowski, Lemanowicz |
| 3 iunie 2011 19:30 | Jäntti 4 | (12–15) | Fudge 6        | Crystal Palace Sports Centre, Londra Asistență: 200 Arbitri: Baranowski, Lemanowicz |
| 3 iunie 2011 19:30 | 1× 3×    | Raport  | 5× 2×          | Crystal Palace Sports Centre, Londra Asistență: 200 Arbitri: Baranowski, Lemanowicz |

### Etapa a 2-a
| 4 iunie 2011 16:00 | Grecia     | 23 – 27 | Israel   | Sala Municipală „Ionikos”, Atena Asistență: 300 Arbitri: Aghakishi, Aghakishi |
| 4 iunie 2011 16:00 | Tsakalou 9 | (12–11) | Vikrat 6 | Sala Municipală „Ionikos”, Atena Asistență: 300 Arbitri: Aghakishi, Aghakishi |
| 4 iunie 2011 16:00 | 3×         | Raport  | 3× 2×    | Sala Municipală „Ionikos”, Atena Asistență: 300 Arbitri: Aghakishi, Aghakishi |

| 4 iunie 2011 19:30 | Marea Britanie | 27 – 20 | Finlanda | Crystal Palace Sports Centre, Londra Asistență: 400 Arbitri: Baranowski, Lemanowicz |
| 4 iunie 2011 19:30 | Fairbrother 7  | (12–11) | Roos 8   | Crystal Palace Sports Centre, Londra Asistență: 400 Arbitri: Baranowski, Lemanowicz |
| 4 iunie 2011 19:30 | 4× 3×          | Raport  | 4× 3×    | Crystal Palace Sports Centre, Londra Asistență: 400 Arbitri: Baranowski, Lemanowicz |

## Grupele
Tragerea la sorți pentru runda calificărilor este reflectată de grupele prezentate mai jos. Un program provizoriu al meciurilor a fost elaborat și distribuit tuturor federațiilor naționale care au luat parte la această rundă.
|  | Echipele calificate la turneu |

### Grupa 1
| Echipa      | M | V | E | Î | GM  | GP  | G   | Pct |
| ----------- | - | - | - | - | --- | --- | --- | --- |
| Germania    | 6 | 5 | 0 | 1 | 178 | 125 | +53 | 10  |
| Ungaria     | 6 | 5 | 0 | 1 | 174 | 138 | +36 | 10  |
| Belarus     | 6 | 2 | 0 | 4 | 155 | 162 | −7  | 4   |
| Azerbaidjan | 6 | 0 | 0 | 6 | 126 | 208 | −82 | 0   |

|             | Germania | Ungaria | Belarus | Azerbaidjan |
| ----------- | -------- | ------- | ------- | ----------- |
| Germania    | –        | 26-18   | 27-19   | 35-21       |
| Ungaria     | 25-23    | –       | 28-21   | 41-19       |
| Belarus     | 26-33    | 25-28   | –       | 33-25       |
| Azerbaidjan | 16-34    | 24-34   | 21-31   | –           |

Programul de desfășurare de mai jos respectă orele locale.
| 19 octombrie 2011 18:00 | Ungaria   | 41 – 19 | Azerbaidjan       | Arena Savaria, Szombathely Asistență: 2.000 Arbitri: Marić, Mašić |
| 19 octombrie 2011 18:00 | Görbicz 6 | (20–7)  | cinci jucătoare 3 | Arena Savaria, Szombathely Asistență: 2.000 Arbitri: Marić, Mašić |
| 19 octombrie 2011 18:00 | 1× 3×     | Raport  | 2× 3×             | Arena Savaria, Szombathely Asistență: 2.000 Arbitri: Marić, Mašić |

| 19 octombrie 2011 19:30 | Germania  | 27 – 19 | Belarus      | Brandenburg Halle, Frankfurt pe Odra Asistență: 1.550 Arbitri: Arntsen, Gullaksen |
| 19 octombrie 2011 19:30 | Richter 5 | (15–10) | Iankuskaia 6 | Brandenburg Halle, Frankfurt pe Odra Asistență: 1.550 Arbitri: Arntsen, Gullaksen |
| 19 octombrie 2011 19:30 | 2×        | Raport  | 2×           | Brandenburg Halle, Frankfurt pe Odra Asistență: 1.550 Arbitri: Arntsen, Gullaksen |

| 23 octombrie 2011 17:00 | Azerbaidjan            | 16 – 34 | Germania  | ABU Arena, Baku Asistență: 500 Arbitri: Pavićević, Ražnatović |
| 23 octombrie 2011 17:00 | Lukianenko, Pogonina 4 | (7–15)  | Richter 8 | ABU Arena, Baku Asistență: 500 Arbitri: Pavićević, Ražnatović |
| 23 octombrie 2011 17:00 | 3×                     | Raport  | 2× 3×     | ABU Arena, Baku Asistență: 500 Arbitri: Pavićević, Ražnatović |

| 23 octombrie 2011 17:30 | Belarus              | 25 – 28 | Ungaria   | Complexul Sportiv Olimpieț, Moghilev Asistență: 2.000 Arbitri: Kuz, Joba |
| 23 octombrie 2011 17:30 | Lobaci, Iankuskaia 6 | (14–12) | Görbicz 9 | Complexul Sportiv Olimpieț, Moghilev Asistență: 2.000 Arbitri: Kuz, Joba |
| 23 octombrie 2011 17:30 | 3×                   | Raport  | 2× 3×     | Complexul Sportiv Olimpieț, Moghilev Asistență: 2.000 Arbitri: Kuz, Joba |

| 21 martie 2012 17:00 | Azerbaidjan  | 21 – 31 | Belarus       | ABU Arena, Baku Asistență: 400 Arbitri: Crnojević, Radić |
| 21 martie 2012 17:00 | Tankaskaia 5 | (9–15)  | Arțiuhovici 8 | ABU Arena, Baku Asistență: 400 Arbitri: Crnojević, Radić |
| 21 martie 2012 17:00 | 2×           | Raport  | 3× 2×         | ABU Arena, Baku Asistență: 400 Arbitri: Crnojević, Radić |

| 22 martie 2012 18:15 | Ungaria   | 25 – 23 | Germania      | Főnix Hall, Debrecen Asistență: 3.000 Arbitri: Zotin, Volodkov |
| 22 martie 2012 18:15 | Görbicz 7 | (14–10) | Nadgornaja 11 | Főnix Hall, Debrecen Asistență: 3.000 Arbitri: Zotin, Volodkov |
| 22 martie 2012 18:15 | 1× 3×     | Raport  | 3×            | Főnix Hall, Debrecen Asistență: 3.000 Arbitri: Zotin, Volodkov |

| 25 martie 2012 15:00 | Germania | 26 – 18 | Ungaria     | Trier Arena, Trier Asistență: 2.015 Arbitri: Opava, Valek |
| 25 martie 2012 15:00 | Lütz 8   | (13–9)  | Kovacsics 6 | Trier Arena, Trier Asistență: 2.015 Arbitri: Opava, Valek |
| 25 martie 2012 15:00 | 1× 3×    | Raport  | 2× 3×       | Trier Arena, Trier Asistență: 2.015 Arbitri: Opava, Valek |

| 25 martie 2012 15:00 | Belarus       | 33 – 25 | Azerbaidjan      | Complexul Sportiv Olympieț, Moghilev Asistență: 2.000 Arbitri: Rutkovskis, Dzerve |
| 25 martie 2012 15:00 | Kamenșikova 6 | (18–13) | trei jucătoare 5 | Complexul Sportiv Olympieț, Moghilev Asistență: 2.000 Arbitri: Rutkovskis, Dzerve |
| 25 martie 2012 15:00 | 1× 2×         | Raport  | 3×               | Complexul Sportiv Olympieț, Moghilev Asistență: 2.000 Arbitri: Rutkovskis, Dzerve |

| 30 mai 2012 17:00 | Azerbaidjan    | 24 – 34 | Ungaria | ABU Arena, Baku Asistență: 300 Arbitri: Pandžić, Šatordžija |
| 30 mai 2012 17:00 | trei jucătoare | (9–14)  | Cifra 8 | ABU Arena, Baku Asistență: 300 Arbitri: Pandžić, Šatordžija |
| 30 mai 2012 17:00 | 7× 3×          | Raport  | 3×      | ABU Arena, Baku Asistență: 300 Arbitri: Pandžić, Šatordžija |

| 30 mai 2012 19:00 | Belarus       | 26 – 33 | Germania      | Palatul Sporturilor, Minsk Asistență: 2.400 Arbitri: Baranowski, Lemanowicz |
| 30 mai 2012 19:00 | Kamenșikova 6 | (12–15) | Nadgornaja 13 | Palatul Sporturilor, Minsk Asistență: 2.400 Arbitri: Baranowski, Lemanowicz |
| 30 mai 2012 19:00 | 4× 3×         | Raport  | 4× 2×         | Palatul Sporturilor, Minsk Asistență: 2.400 Arbitri: Baranowski, Lemanowicz |

| 3 iunie 2012 12:15 | Ungaria   | 28 – 21 | Belarus       | City Hall Dabas, Dabas Asistență: 1.200 Arbitri: Lah, Sok |
| 3 iunie 2012 12:15 | Görbicz 8 | (14–10) | Arțiuhovici 4 | City Hall Dabas, Dabas Asistență: 1.200 Arbitri: Lah, Sok |
| 3 iunie 2012 12:15 | 3×        | Raport  | 3×            | City Hall Dabas, Dabas Asistență: 1.200 Arbitri: Lah, Sok |

| 3 iunie 2012 16:00 | Germania         | 35 – 21 | Azerbaidjan         | Göbel Hotels Arena, Rotenburg an der Fulda Asistență: 750 Arbitri: Cacador, Nicolau |
| 3 iunie 2012 16:00 | trei jucătoare 5 | (14–7)  | Pecie, Tankaskaia 4 | Göbel Hotels Arena, Rotenburg an der Fulda Asistență: 750 Arbitri: Cacador, Nicolau |
| 3 iunie 2012 16:00 | 4× 2×            | Raport  | 6× 1×               | Göbel Hotels Arena, Rotenburg an der Fulda Asistență: 750 Arbitri: Cacador, Nicolau |

### Grupa a 2-a
| Echipa     | M | V | E | Î | GM  | GP  | G   | Pct |
| ---------- | - | - | - | - | --- | --- | --- | --- |
| România    | 6 | 5 | 0 | 1 | 187 | 128 | +59 | 10  |
| Serbia     | 6 | 5 | 0 | 1 | 179 | 131 | +48 | 10  |
| Portugalia | 6 | 2 | 0 | 4 | 151 | 180 | −29 | 4   |
| Grecia     | 6 | 0 | 0 | 6 | 114 | 192 | −78 | 0   |

|            | România | Serbia | Portugalia | Grecia |
| ---------- | ------- | ------ | ---------- | ------ |
| România    | –       | 21-19  | 35-24      | 31-14  |
| Serbia     | 29-27   | –      | 37-21      | 36-20  |
| Portugalia | 24-35   | 21-32  | –          | 31-23  |
| Grecia     | 18-38   | 21-26  | 18-30      | –      |

Programul de desfășurare de mai jos respectă orele locale.
| 19 octombrie 2011 18:00 | Serbia   | 36 – 20 | Grecia       | Centrul Sportiv Čair, Niš Asistență: 3.500 Arbitri: Brehmer, Skowronek |
| 19 octombrie 2011 18:00 | Lekić 10 | (19–9)  | Logdanidou 7 | Centrul Sportiv Čair, Niš Asistență: 3.500 Arbitri: Brehmer, Skowronek |
| 19 octombrie 2011 18:00 | 2× 3×    | Raport  | 1× 3×        | Centrul Sportiv Čair, Niš Asistență: 3.500 Arbitri: Brehmer, Skowronek |

| 19 octombrie 2011 20:00 | România | 35 – 24 | Portugalia      | Sala Sporturilor Traian, Râmnicu Vâlcea Asistență: 1.800 Arbitri: Markovska, Vutov |
| 19 octombrie 2011 20:00 | Manea 9 | (15–12) | Aguiar, Alves 6 | Sala Sporturilor Traian, Râmnicu Vâlcea Asistență: 1.800 Arbitri: Markovska, Vutov |
| 19 octombrie 2011 20:00 | 2× 3×   | Raport  | 3×              | Sala Sporturilor Traian, Râmnicu Vâlcea Asistență: 1.800 Arbitri: Markovska, Vutov |

| 22 octombrie 2011 17:00 | Grecia               | 18 – 38 | România              | Mikras 3, Salonic Asistență: 300 Arbitri: Crnojević, Radić |
| 22 octombrie 2011 17:00 | Strataki, Tsakalou 5 | (8–16)  | Buceschi, Chintoan 6 | Mikras 3, Salonic Asistență: 300 Arbitri: Crnojević, Radić |
| 22 octombrie 2011 17:00 | 5× 2×                | Raport  | 2×                   | Mikras 3, Salonic Asistență: 300 Arbitri: Crnojević, Radić |

| 23 octombrie 2011 15:00 | Portugalia | 21 – 32 | Serbia  | Pavilhão Municipal, Moimenta da Beira Asistență: 1.200 Arbitri: Hájek, Macho |
| 23 octombrie 2011 15:00 | Lopes 6    | (12–15) | Lekić 8 | Pavilhão Municipal, Moimenta da Beira Asistență: 1.200 Arbitri: Hájek, Macho |
| 23 octombrie 2011 15:00 | 4× 3×      | Raport  | 4× 3×   | Pavilhão Municipal, Moimenta da Beira Asistență: 1.200 Arbitri: Hájek, Macho |

| 21 martie 2012 18:00 | Grecia     | 18 – 30 | Portugalia | Mikras 3, Salonic Asistență: 400 Arbitri: Van Dijk, Wijtenburg |
| 21 martie 2012 18:00 | Tsakalou 7 | (10–14) | de Sousa 6 | Mikras 3, Salonic Asistență: 400 Arbitri: Van Dijk, Wijtenburg |
| 21 martie 2012 18:00 | 2× 3×      | Raport  | 4× 3×      | Mikras 3, Salonic Asistență: 400 Arbitri: Van Dijk, Wijtenburg |

| 22 martie 2012 19:00 | Serbia  | 29 – 27 | România   | SRC Kraljevica, Zaječar Asistență: 2.200 Arbitri: Badura, Ondogrecula |
| 22 martie 2012 19:00 | Lekić 9 | (17–11) | Băbeanu 5 | SRC Kraljevica, Zaječar Asistență: 2.200 Arbitri: Badura, Ondogrecula |
| 22 martie 2012 19:00 | 3×      | Raport  | 1× 3×     | SRC Kraljevica, Zaječar Asistență: 2.200 Arbitri: Badura, Ondogrecula |

| 24 martie 2012 17:00 | Portugalia       | 31 – 23 | Grecia     | Pavilhão Municipal, Moimenta da Beira Asistență: 500 Arbitri: Bounouara, Sami |
| 24 martie 2012 17:00 | trei jucătoare 7 | (15–14) | Tsakalou 7 | Pavilhão Municipal, Moimenta da Beira Asistență: 500 Arbitri: Bounouara, Sami |
| 24 martie 2012 17:00 | 2× 3×            | Raport  | 3×         | Pavilhão Municipal, Moimenta da Beira Asistență: 500 Arbitri: Bounouara, Sami |

| 24 martie 2012 18:00 | România   | 21 – 19 | Serbia      | Sala Polivalentă, Drobeta-Turnu Severin Asistență: 1.800 Arbitri: Mazeika, Gatelis |
| 24 martie 2012 18:00 | Băbeanu 6 | (10–11) | Filipović 7 | Sala Polivalentă, Drobeta-Turnu Severin Asistență: 1.800 Arbitri: Mazeika, Gatelis |
| 24 martie 2012 18:00 | 2× 3×     | Raport  | 5× 3×       | Sala Polivalentă, Drobeta-Turnu Severin Asistență: 1.800 Arbitri: Mazeika, Gatelis |

| 30 mai 2012 18:00 | Grecia     | 21 – 26 | Serbia          | DAK Amintaiou, Amyntaio Asistență: 1.500 Arbitri: Aliev, Aghakișiev |
| 30 mai 2012 18:00 | Tsakalou 7 | (11–13) | Lekić, Lojpur 6 | DAK Amintaiou, Amyntaio Asistență: 1.500 Arbitri: Aliev, Aghakișiev |
| 30 mai 2012 18:00 | 1× 3×      | Raport  | 3×              | DAK Amintaiou, Amyntaio Asistență: 1.500 Arbitri: Aliev, Aghakișiev |

| 30 mai 2012 20:45 | Portugalia      | 24 – 35 | România      | Pavilhão Municipal, Moimenta da Beira Asistență: 1.000 Arbitri: Kuz, Joba |
| 30 mai 2012 20:45 | Lopes, Soares 4 | (13–20) | Ciuciulete 6 | Pavilhão Municipal, Moimenta da Beira Asistență: 1.000 Arbitri: Kuz, Joba |
| 30 mai 2012 20:45 | 4× 3×           | Raport  | 1× 3×        | Pavilhão Municipal, Moimenta da Beira Asistență: 1.000 Arbitri: Kuz, Joba |

| 2 iunie 2012 17:00 | România  | 31 – 14 | Grecia     | Sala Polivalentă, Piatra Neamț Asistență: 2.200 Arbitri: Vitaku, Vitaku |
| 2 iunie 2012 17:00 | Farcău 8 | (16–10) | Strataki 3 | Sala Polivalentă, Piatra Neamț Asistență: 2.200 Arbitri: Vitaku, Vitaku |
| 2 iunie 2012 17:00 | 3×       | Raport  | 2× 3×      | Sala Polivalentă, Piatra Neamț Asistență: 2.200 Arbitri: Vitaku, Vitaku |

| 2 iunie 2012 18:00 | Serbia            | 37 – 21 | Portugalia      | Sportska hala Slana Bara, Novi Sad Asistență: 1.300 Arbitri: Leszczynski, Piechota |
| 2 iunie 2012 18:00 | patru jucătoare 5 | (21–9)  | Silva Pereira 5 | Sportska hala Slana Bara, Novi Sad Asistență: 1.300 Arbitri: Leszczynski, Piechota |
| 2 iunie 2012 18:00 | 4× 3×             | Raport  | 2× 3×           | Sportska hala Slana Bara, Novi Sad Asistență: 1.300 Arbitri: Leszczynski, Piechota |

### Grupa a 3-a
| Echipa         | M | V | E | Î | GM  | GP  | G   | Pct |
| -------------- | - | - | - | - | --- | --- | --- | --- |
| Muntenegru     | 6 | 5 | 0 | 1 | 180 | 136 | +44 | 10  |
| Rusia          | 6 | 4 | 0 | 2 | 155 | 135 | +20 | 8   |
| Polonia        | 6 | 3 | 0 | 3 | 163 | 157 | +6  | 6   |
| Marea Britanie | 6 | 0 | 0 | 6 | 118 | 188 | −70 | 0   |

|                | Muntenegru | Rusia | Polonia | Regatul Unit |
| -------------- | ---------- | ----- | ------- | ------------ |
| Rusia          | –          | 24–23 | 32-21   | 31-22        |
| Muntenegru     | 23–22      | –     | 32–23   | 34–18        |
| Polonia        | 30–22      | 27–31 | –       | 29–20        |
| Marea Britanie | 16–24      | 22–37 | 20–33   | –            |

Programul de desfășurare de mai jos respectă orele locale.
| 19 octombrie 2011 18:00 | Muntenegru | 34 – 18 | Marea Britanie | Herceg Novi Asistență: 1.000 Arbitri: Brkic, Jusufhodzic |
| 19 octombrie 2011 18:00 | Knežević 5 | (21–6)  | Fudge 5        | Herceg Novi Asistență: 1.000 Arbitri: Brkic, Jusufhodzic |
| 19 octombrie 2011 18:00 | 7× 3×      | Raport  | 2× 3×          | Herceg Novi Asistență: 1.000 Arbitri: Brkic, Jusufhodzic |

| 19 octombrie 2011 19:00 | Rusia       | 32 – 21 | Polonia   | Sportkomplex USK Olimp, Toliatti Asistență: 2.700 Arbitri: Maieuski, Tereșcenkov |
| 19 octombrie 2011 19:00 | Kuznețova 7 | (19–9)  | Byzdra 10 | Sportkomplex USK Olimp, Toliatti Asistență: 2.700 Arbitri: Maieuski, Tereșcenkov |
| 19 octombrie 2011 19:00 | 3×          | Raport  | 4× 3×     | Sportkomplex USK Olimp, Toliatti Asistență: 2.700 Arbitri: Maieuski, Tereșcenkov |

| 22 octombrie 2011 14:45 | Polonia      | 27 – 31 | Muntenegru | MOSiR, Chorzów Asistență: 1.000 Arbitri: Gjeding, Hansen |
| 22 octombrie 2011 14:45 | Niedźwiedź 8 | (15–18) | Savić 8    | MOSiR, Chorzów Asistență: 1.000 Arbitri: Gjeding, Hansen |
| 22 octombrie 2011 14:45 | 3×           | Raport  | 7× 2×      | MOSiR, Chorzów Asistență: 1.000 Arbitri: Gjeding, Hansen |

| 22 octombrie 2011 15:00 | Marea Britanie | 16 – 24 | Rusia       | Crystal Palace Sports Centre, Londra Asistență: 500 Arbitri: Samuelsen, Hansen |
| 22 octombrie 2011 15:00 | McCafferty 3   | (10–14) | Gorșenina 4 | Crystal Palace Sports Centre, Londra Asistență: 500 Arbitri: Samuelsen, Hansen |
| 22 octombrie 2011 15:00 | 4× 2×          | Raport  | 2× 1×       | Crystal Palace Sports Centre, Londra Asistență: 500 Arbitri: Samuelsen, Hansen |

| 21 martie 2012 18:30 | Muntenegru       | 23 – 22 | Rusia           | Centrul Sportiv Morača, Podgorica Asistență: 3.500 Arbitri: Brunovsky, Čanda |
| 21 martie 2012 18:30 | Đokić, Popović 6 | (10–9)  | Cernoivanenko 4 | Centrul Sportiv Morača, Podgorica Asistență: 3.500 Arbitri: Brunovsky, Čanda |
| 21 martie 2012 18:30 | 3×               | Raport  | 1× 3×           | Centrul Sportiv Morača, Podgorica Asistență: 3.500 Arbitri: Brunovsky, Čanda |

| 22 martie 2012 14:00 | Marea Britanie        | 20 – 33 | Polonia  | Sir David Wallace Sports Hall, Loughborough Asistență: 800 Arbitri: Schulze, Tönnies |
| 22 martie 2012 14:00 | Fudge, Van der Weel 4 | (8–10)  | Polenz 7 | Sir David Wallace Sports Hall, Loughborough Asistență: 800 Arbitri: Schulze, Tönnies |
| 22 martie 2012 14:00 | 4× 3×                 | Raport  | 4× 2×    | Sir David Wallace Sports Hall, Loughborough Asistență: 800 Arbitri: Schulze, Tönnies |

| 25 martie 2012 17:00 | Rusia    | 24 – 23 | Muntenegru  | Palatul Sporturilor Sport-Don, Rostov-pe-Don Asistență: 2.400 Arbitri: Stark, Ștefan |
| 25 martie 2012 17:00 | Levina 5 | (12–12) | Radičević 9 | Palatul Sporturilor Sport-Don, Rostov-pe-Don Asistență: 2.400 Arbitri: Stark, Ștefan |
| 25 martie 2012 17:00 | 3×       | Raport  | 3×          | Palatul Sporturilor Sport-Don, Rostov-pe-Don Asistență: 2.400 Arbitri: Stark, Ștefan |

| 25 martie 2012 17:30 | Polonia  | 29 – 20 | Marea Britanie    | Miejska Hala Sportowa, Elbląg Asistență: 2.500 Arbitri: Chaskis, Tsakonas |
| 25 martie 2012 17:30 | Kocela 6 | (16–8)  | Byl, McCafferty 4 | Miejska Hala Sportowa, Elbląg Asistență: 2.500 Arbitri: Chaskis, Tsakonas |
| 25 martie 2012 17:30 | 3×       | Raport  | 5× 3×             | Miejska Hala Sportowa, Elbląg Asistență: 2.500 Arbitri: Chaskis, Tsakonas |

| 30 mai 2012 18:00 | Polonia           | 30 – 22 | Rusia       | Complexul Sportiv Kwidzyn, Kwidzyn Asistență: 1.300 Arbitri: Opava, Valek |
| 30 mai 2012 18:00 | Kudłacz, Wojtas 6 | (15–14) | Davîdenko 5 | Complexul Sportiv Kwidzyn, Kwidzyn Asistență: 1.300 Arbitri: Opava, Valek |
| 30 mai 2012 18:00 | 4× 3×             | Raport  | 1× 3×       | Complexul Sportiv Kwidzyn, Kwidzyn Asistență: 1.300 Arbitri: Opava, Valek |

| 30 mai 2012 19:00 | Marea Britanie | 22 – 37 | Muntenegru  | Crystal Palace Sports Centre, Londra Asistență: 500 Arbitri: Crnojević, Radić |
| 30 mai 2012 19:00 | Byl 5          | (12–14) | Bulatović 9 | Crystal Palace Sports Centre, Londra Asistență: 500 Arbitri: Crnojević, Radić |
| 30 mai 2012 19:00 | 3×             | Raport  | 2×          | Crystal Palace Sports Centre, Londra Asistență: 500 Arbitri: Crnojević, Radić |

| 3 iunie 2012 18:00 | Rusia      | 31 – 22 | Marea Britanie | Palatul Sporturilor Volgograd, Toliatti Asistență: 3.000 Arbitri: Novikov, Perepiliți |
| 3 iunie 2012 18:00 | Șipilova 6 | (16–11) | Gerbron 6      | Palatul Sporturilor Volgograd, Toliatti Asistență: 3.000 Arbitri: Novikov, Perepiliți |
| 3 iunie 2012 18:00 | 2× 3×      | Raport  | 5× 3×          | Palatul Sporturilor Volgograd, Toliatti Asistență: 3.000 Arbitri: Novikov, Perepiliți |

| 3 iunie 2012 20:30 | Muntenegru | 32 – 23 | Polonia   | Centrul Sportiv Morača, Podgorica Asistență: 3.000 Arbitri: Erdogan, Özdeniz |
| 3 iunie 2012 20:30 | Popović 9  | (15–13) | Stasiak 6 | Centrul Sportiv Morača, Podgorica Asistență: 3.000 Arbitri: Erdogan, Özdeniz |
| 3 iunie 2012 20:30 | 1× 3×      | Raport  | 3×        | Centrul Sportiv Morača, Podgorica Asistență: 3.000 Arbitri: Erdogan, Özdeniz |

### Grupa a 4-a
| Echipa            | M | V | E | Î | GM  | GP  | G   | Pct |
| ----------------- | - | - | - | - | --- | --- | --- | --- |
| Franța            | 6 | 5 | 0 | 1 | 215 | 149 | +66 | 10  |
| Macedonia de Nord | 6 | 4 | 0 | 2 | 170 | 176 | −6  | 8   |
| Turcia            | 6 | 2 | 0 | 4 | 175 | 190 | −15 | 4   |
| Lituania          | 6 | 1 | 0 | 5 | 166 | 211 | −45 | 2   |

|           | Franța | Macedonia de Nord | Turcia | Lituania |
| --------- | ------ | ----------------- | ------ | -------- |
| Franța    | –      | 40–20             | 34–25  | 38–26    |
| Macedonia | 30–27  | –                 | 26–24  | 34–25    |
| Turcia    | 23–36  | 36–28             | –      | 36–31    |
| Lituania  | 25–40  | 24–32             | 35–31  | –        |

Programul de desfășurare de mai jos respectă orele locale.
| 19 octombrie 2011 19:30 | Franța      | 34 – 25 | Turcia   | Arènes de Metz, Metz Asistență: 4.000 Arbitri: Lorente, Serradilla |
| 19 octombrie 2011 19:30 | Lacrabère 7 | (19–16) | Özel 7   | Arènes de Metz, Metz Asistență: 4.000 Arbitri: Lorente, Serradilla |
| 19 octombrie 2011 19:30 | 3×          | Raport  | 8× 3× 1× | Arènes de Metz, Metz Asistență: 4.000 Arbitri: Lorente, Serradilla |

| 19 octombrie 2011 20:00 | Macedonia de Nord | 34 – 25 | Lituania          | SRC Kale, Skopje Asistență: 1.000 Arbitri: Pavel, State |
| 19 octombrie 2011 20:00 | Bajramoska 9      | (17–12) | Bernatavičiūtė 10 | SRC Kale, Skopje Asistență: 1.000 Arbitri: Pavel, State |
| 19 octombrie 2011 20:00 | 5× 2×             | Raport  | 5× 3×             | SRC Kale, Skopje Asistență: 1.000 Arbitri: Pavel, State |

| 23 octombrie 2011 17:00 | Turcia          | 36 – 28 | Macedonia de Nord | Süleyman Evcilmen Spor ve Sergi Salonu, Antalya Asistență: 1.200 Arbitri: Herczeg, Südi |
| 23 octombrie 2011 17:00 | İskenderoğlu 13 | (20–13) | Bajramoska 11     | Süleyman Evcilmen Spor ve Sergi Salonu, Antalya Asistență: 1.200 Arbitri: Herczeg, Südi |
| 23 octombrie 2011 17:00 | 9× 3×           | Raport  | 8× 2×             | Süleyman Evcilmen Spor ve Sergi Salonu, Antalya Asistență: 1.200 Arbitri: Herczeg, Südi |

| 23 octombrie 2011 19:00 | Lituania                   | 25 – 40 | Franța              | Alytus Arena, Alytus Asistență: 1,000 Arbitri: Iudciț, Kot |
| 23 octombrie 2011 19:00 | Jurgutytė, Vyšniauskaitė 6 | (13–21) | Dancette, Signate 7 | Alytus Arena, Alytus Asistență: 1,000 Arbitri: Iudciț, Kot |
| 23 octombrie 2011 19:00 | 4× 3×                      | Raport  | 6× 3×               | Alytus Arena, Alytus Asistență: 1,000 Arbitri: Iudciț, Kot |

| 21 martie 2012 19:00 | Lituania                  | 35 – 31 | Turcia         | Cido Arena, Panevėžys Asistență: 700 Arbitri: Brkic, Jusufhodzic |
| 21 martie 2012 19:00 | Darylyte, Vyšniauskaitė 8 | (15–12) | İskenderoğlu 9 | Cido Arena, Panevėžys Asistență: 700 Arbitri: Brkic, Jusufhodzic |
| 21 martie 2012 19:00 | 3×                        | Raport  | 2× 3× 1×       | Cido Arena, Panevėžys Asistență: 700 Arbitri: Brkic, Jusufhodzic |

| 22 martie 2012 20:15 | Macedonia de Nord | 30 – 27 | Franța   | SRC Kale, Skopje Asistență: 1.600 Arbitri: Bonifert, Oláh |
| 22 martie 2012 20:15 | Nikolić 9         | (18–14) | Ayglon 8 | SRC Kale, Skopje Asistență: 1.600 Arbitri: Bonifert, Oláh |
| 22 martie 2012 20:15 | 4× 2×             | Raport  | 4× 3×    | SRC Kale, Skopje Asistență: 1.600 Arbitri: Bonifert, Oláh |

| 25 martie 2012 15:00 | Turcia                  | 36 – 31 | Lituania          | Süleyman Evcilmen Spor ve Sergi Salonu, Antalya Asistență: 400 Arbitri: Rakitina, Tkaciuk |
| 25 martie 2012 15:00 | İskenderoğlu, Yılmaz 10 | (17–15) | Bernatavičiūtė 11 | Süleyman Evcilmen Spor ve Sergi Salonu, Antalya Asistență: 400 Arbitri: Rakitina, Tkaciuk |
| 25 martie 2012 15:00 | 4× 3×                   | Raport  | 5× 2× 1×          | Süleyman Evcilmen Spor ve Sergi Salonu, Antalya Asistență: 400 Arbitri: Rakitina, Tkaciuk |

| 25 martie 2012 15:15 | Franța             | 40 – 20 | Macedonia de Nord | Sala Sporturilor din Clermont-Ferrand, Clermont-Ferrand Asistență: 4.300 Arbitri: Gusko, Repkin |
| 25 martie 2012 15:15 | Dembele, Signate 6 | (19–12) | Nikolić 8         | Sala Sporturilor din Clermont-Ferrand, Clermont-Ferrand Asistență: 4.300 Arbitri: Gusko, Repkin |
| 25 martie 2012 15:15 | 2× 3×              | Raport  | 4× 3×             | Sala Sporturilor din Clermont-Ferrand, Clermont-Ferrand Asistență: 4.300 Arbitri: Gusko, Repkin |

| 30 mai 2012 19:00 | Turcia         | 23 – 36 | Franța     | Süleyman Evcilmen Spor ve Sergi Salonu, Antalya Asistență: 200 Arbitri: Schaller, Wutzler |
| 30 mai 2012 19:00 | İskenderoğlu 6 | (13–14) | Baudouin 9 | Süleyman Evcilmen Spor ve Sergi Salonu, Antalya Asistență: 200 Arbitri: Schaller, Wutzler |
| 30 mai 2012 19:00 | 5× 2×          | Raport  | 5× 2×      | Süleyman Evcilmen Spor ve Sergi Salonu, Antalya Asistență: 200 Arbitri: Schaller, Wutzler |

| 30 mai 2012 19:00 | Lituania          | 24 – 32 | Macedonia de Nord | Cido Arena, Panevėžys Asistență: 500 Arbitri: Johansson, Kliko |
| 30 mai 2012 19:00 | Bernatavičiūtė 12 | (14–14) | Gjorgjievska 7    | Cido Arena, Panevėžys Asistență: 500 Arbitri: Johansson, Kliko |
| 30 mai 2012 19:00 | 3× 1×             | Raport  | 4× 3×             | Cido Arena, Panevėžys Asistență: 500 Arbitri: Johansson, Kliko |

| 3 iunie 2012 16:00 | Franța     | 38 – 26 | Lituania         | Palais des Sports de Beaulieu, Nantes Asistență: 4.850 Arbitri: Katsikis, Michailidis |
| 3 iunie 2012 16:00 | Baudouin 9 | (19–14) | Bernatavičiūtė 9 | Palais des Sports de Beaulieu, Nantes Asistență: 4.850 Arbitri: Katsikis, Michailidis |
| 3 iunie 2012 16:00 | 1× 2×      | Raport  | 3× 2×            | Palais des Sports de Beaulieu, Nantes Asistență: 4.850 Arbitri: Katsikis, Michailidis |

| 3 iunie 2012 20:15 | Macedonia de Nord | 26 – 24 | Turcia           | SRC Kale, Skopje Asistență: 1.700 Arbitri: Cohen, Peretz |
| 3 iunie 2012 20:15 | Nikolić 10        | (13–12) | trei jucătoare 6 | SRC Kale, Skopje Asistență: 1.700 Arbitri: Cohen, Peretz |
| 3 iunie 2012 20:15 | 3×                | Raport  | 6× 3×            | SRC Kale, Skopje Asistență: 1.700 Arbitri: Cohen, Peretz |

### Grupa a 5-a
| Echipa   | M | V | E | Î | GM  | GP  | G   | Pct |
| -------- | - | - | - | - | --- | --- | --- | --- |
| Suedia   | 6 | 5 | 1 | 0 | 182 | 131 | +51 | 11  |
| Cehia    | 6 | 4 | 0 | 2 | 169 | 152 | +17 | 8   |
| Austria  | 6 | 1 | 1 | 4 | 148 | 184 | −36 | 3   |
| Slovenia | 6 | 1 | 0 | 5 | 138 | 170 | −32 | 2   |

|          | Suedia | Austria | Slovenia | Cehia |
| -------- | ------ | ------- | -------- | ----- |
| Suedia   | –      | 39–17   | 27–20    | 34–24 |
| Austria  | 26–26  | –       | 29–26    | 26–36 |
| Slovenia | 23–26  | 29–28   | –        | 21–29 |
| Cehia    | 21–30  | 28–22   | 31–19    | –     |

Programul de desfășurare de mai jos respectă orele locale.
| 19 octombrie 2011 20:20 | Austria | 26 – 36 | Cehia   | BSFZ Südstadt, Maria Enzersdorf Asistență: 800 Arbitri: Rakitina, Tkaciuk |
| 19 octombrie 2011 20:20 | Frey 7  | (13–16) | Černá 9 | BSFZ Südstadt, Maria Enzersdorf Asistență: 800 Arbitri: Rakitina, Tkaciuk |
| 19 octombrie 2011 20:20 | 4× 3×   | Raport  | 4× 3×   | BSFZ Südstadt, Maria Enzersdorf Asistență: 800 Arbitri: Rakitina, Tkaciuk |

| 20 octombrie 2011 19:15 | Suedia | 27 – 20 | Slovenia | Arena Skövde, Skövde Asistență: 1.900 Arbitri: Guseva, Vartanian |
| 20 octombrie 2011 19:15 | Ahlm 5 | (15–10) | Gros 4   | Arena Skövde, Skövde Asistență: 1.900 Arbitri: Guseva, Vartanian |
| 20 octombrie 2011 19:15 | 2×     | Raport  | 2×       | Arena Skövde, Skövde Asistență: 1.900 Arbitri: Guseva, Vartanian |

| 22 octombrie 2011 16:00 | Cehia   | 21 – 30 | Suedia            | Sportovní hala, Most Asistență: 1.000 Arbitri: Schaller, Wutzler |
| 22 octombrie 2011 16:00 | Černá 5 | (12–16) | Islas Helgesson 5 | Sportovní hala, Most Asistență: 1.000 Arbitri: Schaller, Wutzler |
| 22 octombrie 2011 16:00 | 1× 2×   | Raport  | 2×                | Sportovní hala, Most Asistență: 1.000 Arbitri: Schaller, Wutzler |

| 23 octombrie 2011 17:00 | Slovenia | 29 – 28 | Austria | Kodeljevo, Ljubljana Asistență: 900 Arbitri: Lythje, Christiansen |
| 23 octombrie 2011 17:00 | Gros 13  | (13–13) | Frey 8  | Kodeljevo, Ljubljana Asistență: 900 Arbitri: Lythje, Christiansen |
| 23 octombrie 2011 17:00 | 3×       | Raport  | 5× 2×   | Kodeljevo, Ljubljana Asistență: 900 Arbitri: Lythje, Christiansen |

| 21 martie 2012 18:00 | Cehia             | 31 – 19 | Slovenia   | Sportovni hala Banik Most, Most Asistență: 1.100 Arbitri: Liachovicius, Gecevicius |
| 21 martie 2012 18:00 | patru jucătoare 6 | (16–11) | Cerenjak 5 | Sportovni hala Banik Most, Most Asistență: 1.100 Arbitri: Liachovicius, Gecevicius |
| 21 martie 2012 18:00 | 3×                | Raport  | 3×         | Sportovni hala Banik Most, Most Asistență: 1.100 Arbitri: Liachovicius, Gecevicius |

| 22 martie 2012 20:25 | Austria    | 26 – 26 | Suedia       | Sport Halle Krems, Krems an der Donau Asistență: 700 Arbitri: Pavićević, Ražnatović |
| 22 martie 2012 20:25 | Aćimović 8 | (14–13) | Torstenson 9 | Sport Halle Krems, Krems an der Donau Asistență: 700 Arbitri: Pavićević, Ražnatović |
| 22 martie 2012 20:25 | 3×         | Raport  | 1× 2×        | Sport Halle Krems, Krems an der Donau Asistență: 700 Arbitri: Pavićević, Ražnatović |

| 24 martie 2012 14:00 | Suedia | 39 – 17 | Austria    | Norrköping Asistență: 3.400 Arbitri: Marić, Masić |
| 24 martie 2012 14:00 | Ahlm 7 | (16–10) | Aćimović 5 | Norrköping Asistență: 3.400 Arbitri: Marić, Masić |
| 24 martie 2012 14:00 | 1× 3×  | Raport  | 2× 3×      | Norrköping Asistență: 3.400 Arbitri: Marić, Masić |

| 25 martie 2012 19:00 | Slovenia | 21 – 29 | Cehia       | Arena Stožice, Ljubljana Asistență: 800 Arbitri: Harabagiu, Stănescu |
| 25 martie 2012 19:00 | Gros 9   | (10–15) | Tomečková 8 | Arena Stožice, Ljubljana Asistență: 800 Arbitri: Harabagiu, Stănescu |
| 25 martie 2012 19:00 | 4× 3×    | Raport  | 3× 2×       | Arena Stožice, Ljubljana Asistență: 800 Arbitri: Harabagiu, Stănescu |

| 30 mai 2012 18:00 | Cehia       | 28 – 22 | Austria | Sportovní hala Euronics, Zlín Asistență: 1.500 Arbitri: Rutkovskis, Dzerve |
| 30 mai 2012 18:00 | Chrenkova 6 | (16–11) | Frey 6  | Sportovní hala Euronics, Zlín Asistență: 1.500 Arbitri: Rutkovskis, Dzerve |
| 30 mai 2012 18:00 | 2×          | Raport  | 1× 2×   | Sportovní hala Euronics, Zlín Asistență: 1.500 Arbitri: Rutkovskis, Dzerve |

| 31 mai 2012 18:00 | Slovenia | 23 – 26 | Suedia              | Red Hall, Velenje Asistență: 600 Arbitri: Bernet, Wick |
| 31 mai 2012 18:00 | Gros 8   | (10–15) | Bosen, Torstenson 6 | Red Hall, Velenje Asistență: 600 Arbitri: Bernet, Wick |
| 31 mai 2012 18:00 | 1× 3×    | Raport  | 3×                  | Red Hall, Velenje Asistență: 600 Arbitri: Bernet, Wick |

| 2 iunie 2012 15:30 | Austria        | 29 – 26 | Slovenia           | BSFZ Südstadt, Maria Enzersdorf Asistență: 300 Arbitri: Argyridis, Mouttas |
| 2 iunie 2012 15:30 | Magelinskas 11 | (15–11) | Gubernić, Mavsar 5 | BSFZ Südstadt, Maria Enzersdorf Asistență: 300 Arbitri: Argyridis, Mouttas |
| 2 iunie 2012 15:30 | 1× 3×          | Raport  | 2× 3×              | BSFZ Südstadt, Maria Enzersdorf Asistență: 300 Arbitri: Argyridis, Mouttas |

| 2 iunie 2012 18:15 | Suedia        | 34 – 24 | Cehia   | Kristianstad Arena, Kristianstad Asistență: 2.000 Arbitri: Florescu, Duță |
| 2 iunie 2012 18:15 | Torstensson 6 | (14–13) | Černá 7 | Kristianstad Arena, Kristianstad Asistență: 2.000 Arbitri: Florescu, Duță |
| 2 iunie 2012 18:15 | 1×            | Raport  | 3×      | Kristianstad Arena, Kristianstad Asistență: 2.000 Arbitri: Florescu, Duță |

### Grupa a 6-a
| Echipa    | M | V | E | Î | GM  | GP  | G   | Pct |
| --------- | - | - | - | - | --- | --- | --- | --- |
| Croația   | 7 | 6 | 1 | 0 | 186 | 116 | +70 | 13  |
| Danemarca | 6 | 4 | 0 | 2 | 171 | 137 | +34 | 8   |
| Slovacia  | 7 | 2 | 1 | 4 | 133 | 154 | −21 | 5   |
| Italia    | 6 | 0 | 0 | 6 | 104 | 187 | −83 | 0   |

|           | Danemarca | Croația | Slovacia | Italia |
| --------- | --------- | ------- | -------- | ------ |
| Danemarca | –         | 27–31   | 36–24    | 38–21  |
| Croația   | 21–19     | –       | 26–20    | 40–15  |
| Slovacia  | 18–24     | 23–34   | –        | 23–15  |
| Italia    | 22–27     | 12–34   | 19–25    | –      |

Programul de desfășurare de mai jos respectă orele locale.
| 19 octombrie 2011 18:00 | Croația | 40 – 15 | Italia         | Novigrad Asistență: 1.000 Arbitri: Bernet, Wick |
| 19 octombrie 2011 18:00 | Šerić 6 | (21–7)  | Federspieler 4 | Novigrad Asistență: 1.000 Arbitri: Bernet, Wick |
| 19 octombrie 2011 18:00 | 3×      | Raport  | 2× 3×          | Novigrad Asistență: 1.000 Arbitri: Bernet, Wick |

| 19 octombrie 2011 21:30 | Danemarca  | 36 – 24 | Slovacia  | Gråkjær Arena, Holstebro Asistență: 2.500 Arbitri: Martins, Martins |
| 19 octombrie 2011 21:30 | Nørgaard 9 | (15–14) | Tóthová 9 | Gråkjær Arena, Holstebro Asistență: 2.500 Arbitri: Martins, Martins |
| 19 octombrie 2011 21:30 | 5× 3×      | Raport  | 5× 3×     | Gråkjær Arena, Holstebro Asistență: 2.500 Arbitri: Martins, Martins |

| 22 octombrie 2011 18:00 | Slovacia            | 23 – 34 | Croația          | Chemkostav Arena, Michalovce Asistență: 2,000 Arbitri: Pech, Vagvölgyi |
| 22 octombrie 2011 18:00 | Pilekova, Tóthová 4 | (10–18) | Penezić, Zebić 7 | Chemkostav Arena, Michalovce Asistență: 2,000 Arbitri: Pech, Vagvölgyi |
| 22 octombrie 2011 18:00 | 5× 2× 1×            | Raport  | 3×               | Chemkostav Arena, Michalovce Asistență: 2,000 Arbitri: Pech, Vagvölgyi |

| 23 October 2011 18:00 | Italia                | 22 – 27 | Danemarca   | Mestrino Asistență: 600 Arbitri: Erdoğan, Özdeniz |
| 23 October 2011 18:00 | Federspieler, Onnis 4 | (10–14) | Jørgensen 6 | Mestrino Asistență: 600 Arbitri: Erdoğan, Özdeniz |
| 23 October 2011 18:00 | 1× 3×                 | Report  | 3×          | Mestrino Asistență: 600 Arbitri: Erdoğan, Özdeniz |

| 21 martie 2012 18:00 | Croația   | 21 – 19 | Danemarca             | Centar Zamet, Rijeka Asistență: 2.800 Arbitri: Lorente, Serradilla |
| 21 martie 2012 18:00 | Penezić 5 | (13–10) | Jörgensen, Nørgaard 4 | Centar Zamet, Rijeka Asistență: 2.800 Arbitri: Lorente, Serradilla |
| 21 martie 2012 18:00 | 5× 2× 1×  | Raport  | 5× 3×                 | Centar Zamet, Rijeka Asistență: 2.800 Arbitri: Lorente, Serradilla |

| 21 martie 2012 18:00 | Italia          | 19 – 25 | Slovacia   | Palapalumbo, Salerno Asistență: 600 Arbitri: Florescu, Duță |
| 21 martie 2012 18:00 | Fanton, Onnis 4 | (9–12)  | Tóthová 10 | Palapalumbo, Salerno Asistență: 600 Arbitri: Florescu, Duță |
| 21 martie 2012 18:00 | 4× 2×           | Raport  | 2× 3×      | Palapalumbo, Salerno Asistență: 600 Arbitri: Florescu, Duță |

| 24 martie 2012 17:00 | Danemarca  | 27 – 31 | Croația           | Elro Arena Randers, Randers Asistență: 2.200 Arbitri: Baranowski, Lemanowicz |
| 24 martie 2012 17:00 | Nørgaard 8 | (12–20) | Penezić, Tatari 7 | Elro Arena Randers, Randers Asistență: 2.200 Arbitri: Baranowski, Lemanowicz |
| 24 martie 2012 17:00 | 5× 3×      | Raport  | 8× 3×             | Elro Arena Randers, Randers Asistență: 2.200 Arbitri: Baranowski, Lemanowicz |

| 25 martie 2012 18:00 | Slovacia   | 23 – 15 | Italia  | Sala Municipală a Sporturilor, Hlohovec Asistență: 500 Arbitri: Kuz, Joba |
| 25 martie 2012 18:00 | Dubajová 8 | (13–8)  | Ganga 4 | Sala Municipală a Sporturilor, Hlohovec Asistență: 500 Arbitri: Kuz, Joba |
| 25 martie 2012 18:00 | 8× 3×      | Raport  | 6× 2×   | Sala Municipală a Sporturilor, Hlohovec Asistență: 500 Arbitri: Kuz, Joba |

| 30 mai 2012 18:00 | Slovacia     | 18 – 24 | Danemarca  | Športová Hala, Považská Bystrica Asistență: 1.100 Arbitri: Leandersson, Lindroos |
| 30 mai 2012 18:00 | Jakubisová 5 | (5–12)  | Burgaard 5 | Športová Hala, Považská Bystrica Asistență: 1.100 Arbitri: Leandersson, Lindroos |
| 30 mai 2012 18:00 | 4× 3×        | Raport  | 3×         | Športová Hala, Považská Bystrica Asistență: 1.100 Arbitri: Leandersson, Lindroos |

| 30 mai 2012 18:00 | Italia                | 12 – 34 | Croația   | Palazzetto dello sport, Oderzo Asistență: 900 Arbitri: Vujačić, Kazanegra |
| 30 mai 2012 18:00 | Ganga, Niederwieser 3 | (7–19)  | Jovetić 9 | Palazzetto dello sport, Oderzo Asistență: 900 Arbitri: Vujačić, Kazanegra |
| 30 mai 2012 18:00 | 1× 3×                 | Raport  | 2× 3×     | Palazzetto dello sport, Oderzo Asistență: 900 Arbitri: Vujačić, Kazanegra |

| 2 iunie 2012 15:00 | Danemarca    | 38 – 21 | Italia   | Roskilde Hallerne, Roskilde Asistență: 1.800 Arbitri: Stokes, Bartlett |
| 2 iunie 2012 15:00 | Augustesen 9 | (18–8)  | Fanton 5 | Roskilde Hallerne, Roskilde Asistență: 1.800 Arbitri: Stokes, Bartlett |
| 2 iunie 2012 15:00 | 4× 3×        | Raport  | 2× 3×    | Roskilde Hallerne, Roskilde Asistență: 1.800 Arbitri: Stokes, Bartlett |

| 3 iunie 2012 17:30 | Croația   | 26 – 20 | Slovacia     | Novigrad Asistență: 1.000 Arbitri: Kurtagic, Wetterwik |
| 3 iunie 2012 17:30 | Penezić 6 | (18–12) | Jakubisová 5 | Novigrad Asistență: 1.000 Arbitri: Kurtagic, Wetterwik |
| 3 iunie 2012 17:30 | 4× 3×     | Raport  | 5× 3×        | Novigrad Asistență: 1.000 Arbitri: Kurtagic, Wetterwik |

### Grupa a 7-a
| Echipa    | M | V | E | Î | GM  | GP  | G   | Pct |
| --------- | - | - | - | - | --- | --- | --- | --- |
| Ucraina   | 7 | 5 | 1 | 1 | 151 | 135 | +16 | 11  |
| Spania    | 6 | 4 | 0 | 2 | 153 | 132 | +21 | 8   |
| Islanda1) | 7 | 3 | 1 | 3 | 140 | 123 | +17 | 7   |
| Elveția   | 6 | 0 | 0 | 6 | 119 | 173 | −54 | 0   |

|         | Spania | Ucraina | Islanda | Elveția |
| ------- | ------ | ------- | ------- | ------- |
| Spania  | –      | 27–28   | 27–22   | 29–19   |
| Ucraina | 22–23  | –       | 22–20   | 31–20   |
| Islanda | 21–18  | 20–21   | –       | 31–16   |
| Elveția | 20–29  | 25–27   | 19–26   | –       |

1) După ce Federația Olandeză de Handbal a anunțat că nu mai poate găzdui competiția, echipa națională de handbal feminin a Olandei a fost descalificată de EHF, iar Islanda a primit locul rămas vacant, având cele mai multe puncte acumulate dintre toate echipele clasate pe locul al treilea în cele șapte grupe.
Programul de desfășurare de mai jos respectă orele locale.
| 19 octombrie 2011 18:00 | Ucraina      | 31 – 20 | Elveția  | Palatul Sporturilor, Zaporoje Asistență: 600 Arbitri: Kijauskaite, Zaliene |
| 19 octombrie 2011 18:00 | Managarova 7 | (16–10) | Dinkel 6 | Palatul Sporturilor, Zaporoje Asistență: 600 Arbitri: Kijauskaite, Zaliene |
| 19 octombrie 2011 18:00 | 6× 3×        | Raport  | 2× 3×    | Palatul Sporturilor, Zaporoje Asistență: 600 Arbitri: Kijauskaite, Zaliene |

| 20 octombrie 2011 18:00 | Spania          | 27 – 22 | Islanda                        | Pabellón Europa, Leganés Asistență: 1.200 Arbitri: Buy, Pichon |
| 20 octombrie 2011 18:00 | Aguilar, Pena 6 | (13–9)  | Haraldsdóttir, Stefánsdóttir 5 | Pabellón Europa, Leganés Asistență: 1.200 Arbitri: Buy, Pichon |
| 20 octombrie 2011 18:00 | 1× 3×           | Raport  | 5× 3×                          | Pabellón Europa, Leganés Asistență: 1.200 Arbitri: Buy, Pichon |

| 23 octombrie 2011 16:00 | Islanda                    | 20 – 21 | Ucraina     | Laugardalshöll, Reykjavík Asistență: 1,200 Arbitri: Bonaventura, Bonaventura |
| 23 octombrie 2011 16:00 | Bragadóttir, Knútsdóttir 4 | (11–8)  | Borșcenko 9 | Laugardalshöll, Reykjavík Asistență: 1,200 Arbitri: Bonaventura, Bonaventura |
| 23 octombrie 2011 16:00 | 4× 2×                      | Raport  | 6× 2× 1×    | Laugardalshöll, Reykjavík Asistență: 1,200 Arbitri: Bonaventura, Bonaventura |

| 23 octombrie 2011 17:00 | Elveția               | 20 – 29 | Spania             | Geneva Asistență: 750 Arbitri: Antić, Jakovljević |
| 23 octombrie 2011 17:00 | Mustafoska, Weigelt 5 | (6–15)  | Alonso, Cuadrado 5 | Geneva Asistență: 750 Arbitri: Antić, Jakovljević |
| 23 octombrie 2011 17:00 | 4× 3×                 | Raport  | 3×                 | Geneva Asistență: 750 Arbitri: Antić, Jakovljević |

| 21 martie 2012 18:00 | Ucraina       | 22 – 23 | Spania   | Palatul Sporturilor, Zaporoje Asistență: 2.000 Arbitri: Horváth, Marton |
| 21 martie 2012 18:00 | Nikolaienko 6 | (12–13) | Martín 5 | Palatul Sporturilor, Zaporoje Asistență: 2.000 Arbitri: Horváth, Marton |
| 21 martie 2012 18:00 | 4× 2×         | Raport  | 5× 3×    | Palatul Sporturilor, Zaporoje Asistență: 2.000 Arbitri: Horváth, Marton |

| 22 martie 2012 19:30 | Elveția      | 19 – 26 | Islanda          | Sporthalle Kreuzbleiche, St. Gallen Asistență: 1.600 Arbitri: Maieuski, Tereșcenkov |
| 22 martie 2012 19:30 | Mustafoska 8 | (12–15) | Sigurðardóttir 7 | Sporthalle Kreuzbleiche, St. Gallen Asistență: 1.600 Arbitri: Maieuski, Tereșcenkov |
| 22 martie 2012 19:30 | 2×           | Raport  | 1× 3×            | Sporthalle Kreuzbleiche, St. Gallen Asistență: 1.600 Arbitri: Maieuski, Tereșcenkov |

| 25 martie 2012 11:00 | Spania    | 27 – 28 | Ucraina | Pabellón Tierra Estella-Lizarrerria, Estella Asistență: 750 Arbitri: Gubica, Milošević |
| 25 martie 2012 11:00 | Alberto 7 | (13–10) | Laiuk 7 | Pabellón Tierra Estella-Lizarrerria, Estella Asistență: 750 Arbitri: Gubica, Milošević |
| 25 martie 2012 11:00 | 2× 3×     | Raport  | 4× 3×   | Pabellón Tierra Estella-Lizarrerria, Estella Asistență: 750 Arbitri: Gubica, Milošević |

| 25 martie 2012 16:00 | Islanda                       | 31 – 16 | Elveția   | Vodafonehöllin, Hlíðarendi Asistență: 600 Arbitri: Samuelsen, Hansen |
| 25 martie 2012 16:00 | Knútsdóttir, Sigurðardóttir 6 | (15–9)  | Weigelt 4 | Vodafonehöllin, Hlíðarendi Asistență: 600 Arbitri: Samuelsen, Hansen |
| 25 martie 2012 16:00 | 1× 3×                         | Raport  | 3×        | Vodafonehöllin, Hlíðarendi Asistență: 600 Arbitri: Samuelsen, Hansen |

| 30 mai 2012 19:30 | Islanda          | 21 – 18 | Spania    | Vodafonehöllin, Hlíðarendi Asistență: 1.000 Arbitri: Togstad, Kristiansen |
| 30 mai 2012 19:30 | trei jucătoare 4 | (8–10)  | Aguilar 5 | Vodafonehöllin, Hlíðarendi Asistență: 1.000 Arbitri: Togstad, Kristiansen |
| 30 mai 2012 19:30 | 4× 3×            | Raport  | 1× 3×     | Vodafonehöllin, Hlíðarendi Asistență: 1.000 Arbitri: Togstad, Kristiansen |

| 31 mai 2012 19:30 | Elveția      | 26 – 27 | Ucraina      | Ruebisbachhalle, Kloten Asistență: 650 Arbitri: Mykolaitis, Sniurevicius |
| 31 mai 2012 19:30 | Mustafoska 6 | (14–15) | Borșcenko 11 | Ruebisbachhalle, Kloten Asistență: 650 Arbitri: Mykolaitis, Sniurevicius |
| 31 mai 2012 19:30 | 3× 2×        | Raport  | 5× 2×        | Ruebisbachhalle, Kloten Asistență: 650 Arbitri: Mykolaitis, Sniurevicius |

| 2 iunie 2012 18:00 | Spania            | 29 – 19 | Elveția     | Sala Polivalentă Aguas Vivas, Guadalajara Asistență: 1.000 Arbitri: Di Domenico, Fornasier |
| 2 iunie 2012 18:00 | Aguilar, Pinedo 4 | (15–8)  | Willimann 4 | Sala Polivalentă Aguas Vivas, Guadalajara Asistență: 1.000 Arbitri: Di Domenico, Fornasier |
| 2 iunie 2012 18:00 | 5× 3×             | Raport  | 4× 3×       | Sala Polivalentă Aguas Vivas, Guadalajara Asistență: 1.000 Arbitri: Di Domenico, Fornasier |

| 3 iunie 2012 17:00 | Ucraina     | 22 – 20 | Islanda                    | Palatul Sporturilor, Zaporoje Asistență: 1.000 Arbitri: Sivak, Dvorsky |
| 3 iunie 2012 17:00 | Borșcenko 5 | (15–11) | Knútsdóttir, Skúladóttir 4 | Palatul Sporturilor, Zaporoje Asistență: 1.000 Arbitri: Sivak, Dvorsky |
| 3 iunie 2012 17:00 | 3×          | Raport  | 5× 3×                      | Palatul Sporturilor, Zaporoje Asistență: 1.000 Arbitri: Sivak, Dvorsky |